# Hélène Chauvin
Pour les articles homonymes, voir Chauvin.
Hélène Chauvin est une comédienne et courtisane française,, morte avant octobre 1924.

## Biographie
Le nom d'Hélène Chauvin apparaît dans la presse vers 1896 aux côtés des artistes et demi-mondaines. En 1897, Léon Nunès l'engage à La Cigale et elle débute dans la revue Allo ! Allo ! 407-60, dans « un rôle très long et un costume très court ». Elle joue aussi à la Scala.
Au tournant du siècle, elle habite un hôtel particulier avenue Bugeaud, et mène grand train entre le monde, le demi-monde, les gens des arts et du théâtre.
Le 2 mai 1900, Hélène Chauvin débute à l'Olympia dans le rôle-titre de La Belle aux cheveux d'or, ballet-pantomime de Jean Lorrain sur une musique d'Edmond Diet,,.
En 1901, elle s'éprend d'un sous-officier des dragons en garnison à Sedan et le suit.
Au milieu des années 1900, établie dans un hôtel particulier situé 24, boulevard de Courcelles, elle tient un salon où l'on donne des concerts et des soirées artistiques,.
À l'été 1907, elle demeure à la villa Mira-Sol à Biarritz,.
En juin 1908, elle quitte son hôtel particulier du boulevard de Courcelles, et vend ses meubles et œuvres d'art, pour 287 000 francs,,.
En octobre 1924, l'hôtel Drouot accueille une vente après décès de ses objets personnels, parmi lesquels figure son portrait peint en 1903 par Abel Faivre. La chanteuse Mistinguett y achète deux draps de lit pour 5 610 francs.

## Iconographie

Hélène Chauvin dans La Belle aux cheveux d'or.

- La Belle aux cheveux d'or, affiche de Leonetto Cappiello, 1900[21],[22].
- Portrait de Mme Hélène Chauvin et de sa fille, huile sur toile, Abel Faivre, salon de la SNBA, 1903[23],[24]. Localisation inconnue. Reproduit en couverture du Figaro illustré, no 158, mai 1903[25].